# Belle (Misuri)
Belle es una ciudad ubicada en el condado de Maries en el estado estadounidense de Misuri. En el Censo de 2010 tenía una población de 1545 habitantes y una densidad poblacional de 446,5 personas por km².

## Geografía
Belle se encuentra ubicada en las coordenadas 38°17′7″N 91°43′17″O / 38.28528, -91.72139. Según la Oficina del Censo de los Estados Unidos, Belle tiene una superficie total de 3.46 km², de la cual 3.46 km² corresponden a tierra firme y (0.07%) 0 km² es agua.

## Demografía
Según el censo de 2010, había 1545 personas residiendo en Belle. La densidad de población era de 446,5 hab./km². De los 1545 habitantes, Belle estaba compuesto por el 97.48% blancos, el 0.19% eran afroamericanos, el 0.13% eran amerindios, el 0% eran asiáticos, el 0% eran isleños del Pacífico, el 0.65% eran de otras razas y el 1.55% pertenecían a dos o más razas. Del total de la población el 1.36% eran hispanos o latinos de cualquier raza.